# Marcillac-la-Croisille
Marcillac-la-Croisille este o comună în departamentul Corrèze din centrul Franței. În 2009 avea o populație de 843 de locuitori.

## Evoluția populației
| An        | 1975 | 1982 | 1990 | 1999 | 2006 | 2009 |
| --------- | ---- | ---- | ---- | ---- | ---- | ---- |
| Populație | 801  | 777  | 787  | 778  | 827  | 843  |